# القسام (صاروخ)

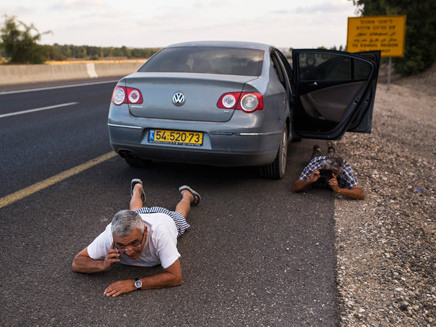
إسرائيليون يختبئون من صواريخ القسام، مستوطنات غلاف غزة، 2014

صاروخ القسام أول صاروخ فلسطيني محلي الصنع، يتم تصنيعه وتطويره من مهندسي كتائب عز الدين القسام الجناح العسكري لحركة حماس، ويعود الفضل القسامي إلى نضال فرحات في تصنيع أول صاروخ قسام بعد جهد وتصميم وعناء ومشقة طويلة برفقة تيتو مسعود، وقد ساهم أيضاً عدنان الغول بتصنيعه وتطويره. وقد أطلق عليه هذا الاسم تيمنا بالشيخ عز الدين القسام الذي جاهد ضد الاحتلال الأنجليزي وعصابات صهيونية في بلاد الشام.

## تطور صورايخ القسام

تطور صورايخ القسام

## صاروخ القسام واحد
- صاروخ يبلغ طوله 70 سنتيمتر، قصير المدى .ويصل مداه الكيلو متر ورأس الصاروخ المتفجر يصل إلى 1 كيلوغرام

## صاروخ القسام اثنان
أكثر خطورة من القسام–1 الذي كان يتمتع بمدى أقصر، وكان يسهل اتباعه.
- يتراوح مداه من 9 إلى 12 كيلومترًا.
- تبلغ حمولة رأسه من المواد المتفجرة من 5 إلى 6 كيلوغرامات من مادة تي إن تي شديدة الانفجار.
- يتم إطلاق الصاروخ عن طريق قاذف، حيث يتم وضعه بشكل مائل على حامل ذو ثلاث أرجل.

## صاروخ القسام ثلاثة

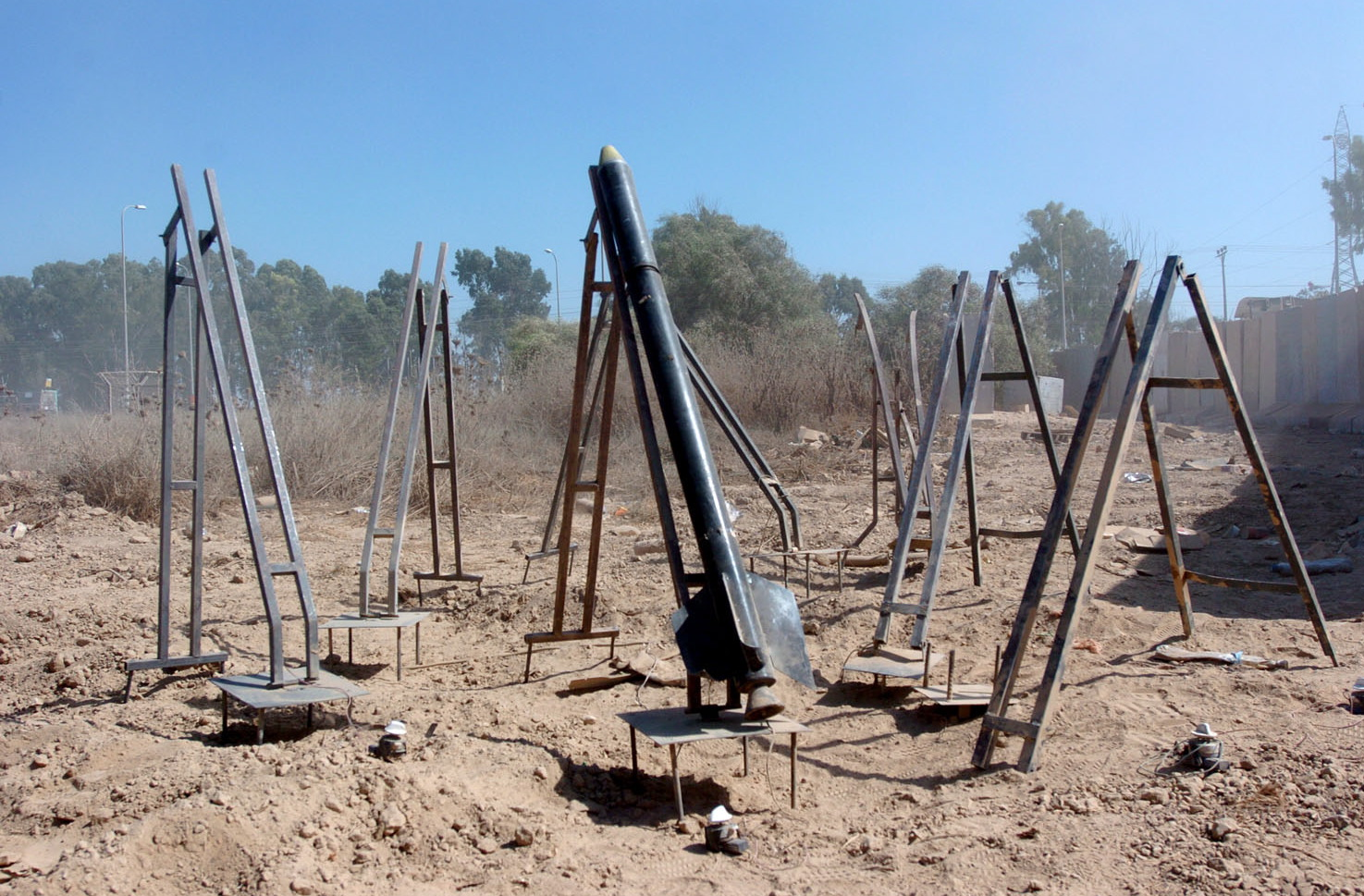
صواريخ القسام

- وهو صاروخ مطور من أجيال صواريخ القسام.
- يصل طول صاروخ «القسام ثلاثة» إلى ما يزيد عن ثلاثة أمتار.
- يفوق مداه 16 كيلومترًا.
- ويمكن لكتائب القسام قصف عمق مستوطنة سديروت.
- يحمل رأسًا متفجرًا مكوّنًا مما يزيد عن 10 كيلوغرامات من مادة الـتي إن تي.

كانت هناك محاولات جدية لإدخال منظومة الصواريخ إلى الضفة الغربية.

## ردود الفعل

عدد الصواريخ المطلقة على إسرائيل بين عامي 2002 - 2007

فاجأت صواريخ القسام السياسيين الإسرائيليين والخبراء العسكريين على حد سواء، وكانت ردود الفعل مختلفة. في 2006، كانت وزارة الدفاع الإسرائيلية ترى صواريخ القسام على أنها «تهديد نفسي أكثر منه مادي». في دراسة نشرت عام 2008، وُجد أن أكثر من نصف سكان سديروت قد آذتهم صواريخ القسام إما ماديا أو نفسيا.

### إنشاء مضادات إسرائيلية لصواريخ القسام
بحسب بعض التقارير فإن تطوير منظومة خاصة مضادة لصواريخ القسام (القبة الحديدية) قد تصل تكلفتها إلى 250 مليون دولار، وأيضا تكلفة إسقاط صاروخ قسام واحد قد تصل إلى 100 ألف دولار.
و قد وصلت المضادات الإسرائيلية إلى رد صاروخ القسام عن طريق منظومة القبة الحديدية حيث وصل نجاح القبة الحديدية إلى ايقاف ما نسبته 20% من صواريخ القسام القديمة اما عند تطوير إمكانيات القسام انخفضت النسبة إلى 5.5%

## مواضيع ذات علاقة
- صاروخ ر160
- صاروخ البنا واحد.
- قذيفة الياسين

## وصلات خارجية
- صاروخ القسام - ملف خاص - موقع القسام
- الصواريخ الفلسطينية محلية الصنع، الجزيرة نت، 12 سبتمبر 2007م.
- صواريخ المقاومة في غزة سلاح الردع الفلسطيني - موقع الزيتونة